# Wołodymyr Onyszczenko (ur. 1949)
Wołodymyr Iwanowycz Onyszczenko (ukr. Володимир Іванович Онищенко; ur. 28 października 1949 we wsi Steczanka w obwodzie kijowskim) – ukraiński piłkarz, grający na pozycji napastnika, reprezentant Związku Radzieckiego, olimpijczyk, trener.

## Kariera piłkarska

### Kariera klubowa
Jako nastolatek występował w zespołach juniorów Bilszowyka Kijów oraz Dynama Kijów. W 1970 zadebiutował w pierwszym składzie Dynama. W kolejnym sezonie występów w kijowskim klubie zdobył swój pierwszy tytuł mistrzowski. W 1971 przeszedł do Zorii Woroszyłowgrad, z którą wywalczył kolejny tytuł Mistrza ZSRR w 1972. W 1974 ponownie został piłkarzem drużyny z Kijowa. Z Dynamem zdobywał kolejne sukcesy: Mistrzostwo ZSRR w 1974, 1975 i 1977, krajowy puchar w 1974 i 1978, Puchar Zdobywców Pucharów w sezonie 1974/1975 oraz Superpuchar Europy w 1975. Karierę zakończył w 1978.

### Kariera reprezentacyjna
W latach 1972–1977 wystąpił w 44 meczach radzieckiej reprezentacji, strzelając 11 bramek. Dwukrotnie zdobywał brązowy medal igrzysk olimpijskich - w 1972 w Monachium i w 1976 w Montrealu. Grał na mistrzostwach Europy w 1972, na których radziecka drużyna zajęła drugie miejsce.

## Kariera trenerska
Po zakończeniu kariery zawodniczej trenował kluby: Dynamo Biała Cerkiew, Dynamo Kijów i Metałurh Donieck. W latach 1999–2002 był trenerem reprezentacji Ukrainy U-21. Obecnie jest skautem Dynama Kijów.

## Sukcesy i odznaczenia

### Odznaczenia
- tytuł Mistrza Sportu ZSRR: 1970
- tytuł Mistrza Sportu Klasy Międzynarodowej: 1973
- tytuł Zasłużonego Mistrza Sportu ZSRR: 1975
- Order "Za zasługi" III klasy: 2004[1]
- Order "Za zasługi" II klasy: 2015
- Order "Za zasługi" I klasy: 2020